# Малоклітнянська сільська рада
Малоклітня́нська сільська́ ра́да — адміністративно-територіальна одиниця та орган місцевого самоврядування у Красилівському районі Хмельницької області. Адміністративний центр — село Мала Клітна.

## Загальні відомості
- Населення ради: 1 650 осіб (станом на 2001 рік)

## Населені пункти
Сільській раді підпорядковані населені пункти:
- с. Мала Клітна
- с. Велика Клітна
- с. Вербівка
- с. Волиця Друга
- с. Дворик
- с. Кошелівка
- с. Калинівка

## Склад ради
Рада складалася з 20 депутатів та голови.
- Голова ради: Агафонова Тетяна Василівна
- Секретар ради: Харевіч Інна Андріївна

### Керівний склад попередніх скликань
| Прізвище, ім'я, по батькові | Основні відомості                                                                       | Дата обрання | Дата звільнення |
| --------------------------- | --------------------------------------------------------------------------------------- | ------------ | --------------- |
| Агафонова Тетяна Василівна  | Сільський голова, 1972 року народження, освіта вища, член Соціалістичної партії України | 26.03.2006   | 31.10.2010      |
| Агафонова Тетяна Василівна  | Сільський голова, 1972 року народження, освіта вища                                     | 31.10.2010   |                 |

Примітка: таблиця складена за даними сайту Верховної Ради України

### Депутати
За результатами місцевих виборів 2010 року депутатами ради стали:

#### За суб'єктами висування
| Суб'єкт висування            | Кількість обраних депутатів | %  |
| ---------------------------- | --------------------------- | -- |
| Партія регіонів              | 11                          | 55 |
| Соціалістична партія України | 5                           | 25 |
| Народна партія               | 4                           | 20 |

#### За округами
| № округу                     | Прізвище, ім'я, по батькові       | Дата визнання обраним | Освіта  | Партійна приналежність | Відомості про обраного депутата                      |
| ---------------------------- | --------------------------------- | --------------------- | ------- | ---------------------- | ---------------------------------------------------- |
| Народна Партія               |                                   |                       |         |                        |                                                      |
| 7                            | Висоцький Віктор Васильович       | 04.11.2010            | вища    | позапартійний          | сільська рада, зав. Клубом с. Кошелівка              |
| 9                            | Дробчук Наталія Вікторівна        | 04.11.2010            | вища    | позапартійна           | СК «Промінь», бухгалтер                              |
| 14                           | Слободенюк Володимир Миколайович  | 04.11.2010            | вища    | позапартійний          | сільська рада, худ.керівник СБК                      |
| 16                           | Приймак Валентина Парфенівна      | 04.11.2010            | вища    | позапартійна           | СК «Промінь», зав.складом ПМП                        |
| Партія регіонів              |                                   |                       |         |                        |                                                      |
| 1                            | Іванчук Микола Іванович           | 04.11.2010            | вища    | позапартійний          | СК «Промінь», завідувач тваринницької ферми          |
| 2                            | Ковальчук Володимир Володимирович | 04.11.2010            | вища    | позапартійний          | Кошелівська ЗО I–III ст., вчитель                    |
| 3                            | Марчук Раїса Іванівна             | 04.11.2010            | вища    | позапартійна           | СК «Промінь», головний агроном                       |
| 5                            | Штогрин Володимир Пилипович       | 04.11.2010            | вища    | позапартійний          | СК «Промінь», бригадир бригади № 1                   |
| 6                            | Петельчук Олександр Вікторович    | 04.11.2010            | вища    | позапартійний          | СК «Промінь», бригадир бригади № 2                   |
| 11                           | Грищук Олександр Віталійович      | 04.11.2010            | вища    | позапартійний          | СК «Промінь», гол.ветлікар                           |
| 12                           | Олексійчук Галина Вікторівна      | 04.11.2010            | вища    | позапартійна           | СК «Промінь», зав.фермою                             |
| 15                           | Балан Віктор Миколайович          | 04.11.2010            | вища    | позапартійний          | СК «Промінь», бригадир бригади № 3                   |
| 17                           | Дидюк Майя Петрівна               | 04.11.2010            | вища    | позапартійна           | СК «Промінь», бухгалтер                              |
| 18                           | Кирилюк Дмитро Володимирович      | 04.11.2010            | вища    | позапартійний          | СК «Промінь», заступник голови правління             |
| 19                           | Коржук Людмила Миколаївна         | 04.11.2010            | вища    | позапартійна           | СК «Промінь», бухгалтер                              |
| Соціалістична партія України |                                   |                       |         |                        |                                                      |
| 4                            | Шевчук Раїса Іванівна             | 04.11.2010            | вища    | позапартійна           | Кошелівська загальноосвітня школа І-ІІІ ст., вчитель |
| 8                            | Харевіч Інна Андріївна            | 04.11.2010            | вища    | позапартійна           | сільська рада, секретар                              |
| 10                           | Оксенюк Андрій Андрійович         | 04.11.2010            | середня | позапартійний          | СК «Промінь», бригадир                               |
| 13                           | Ластовська Наталія Леонтіївна     | 04.11.2010            | вища    | позапартійна           | сільська рада, зав ФП                                |
| 20                           | Петельчук Наталія Олександрівна   | 04.11.2010            | вища    | позапартійна           | СК «Промінь», сільська рада                          |